# Spiridens longifolius
Spiridens longifolius är en bladmossart som beskrevs av Gustav Lindau 1865. Spiridens longifolius ingår i släktet Spiridens och familjen Spiridentaceae. Inga underarter finns listade i Catalogue of Life.